# Dipturus kwangtungensis
Dipturus kwangtungensis  (лат.) — вид хрящевых рыб семейства ромбовых скатов отряда скатообразных. Обитают в субтропических водах северо-западной части Тихого океана. Встречаются на глубине до 240 м. Их крупные, уплощённые грудные плавники образуют диск в виде ромба со удлинённым и заострённым рылом. Максимальная зарегистрированная длина 75,7 см. Откладывают яйца. Не являются объектом целевого промысла.

## Таксономия
Впервые вид был научно описан в 1960 году как Raja kwangtungensis. Голотип представляет собой самца длиной 33 см. Паратипы: самка длиной 49,3 см и самец длиной 40 см. Этих скатов легко спутать с Okamejei kenojei. Видовой эпитет происходит от географического места обитания (Квантунский полуостров).

## Ареал
Эти демерсальные скаты обитают в водах Китая, Японии, Кореи и Тайваня. Встречаются в сублиторальной зоне на глубине от 50 до 240 м. Предпочитают илистое или песчаное дно. 

## Описание
Широкие и плоские грудные плавники этих скатов образуют ромбический диск с округлым рылом и закруглёнными краями. На вентральной стороне диска расположены 5 жаберных щелей, ноздри и рот. На длинном хвосте имеются латеральные складки. У этих скатов 2 редуцированных спинных плавника и редуцированный хвостовой плавник. Окраска дорсальной поверхности диска бледно-коричневая с мраморный бежевым узором, вентральная сторона бледно-коричневая, рыло светлее основного фона.
Максимальная зарегистрированная длина 75,7 см.

## Биология
Подобно прочим ромбовым эти скаты откладывают яйца, заключённые в жёсткую роговую капсулу с выступами на концах длиной 6,5 см и шириной 4,0 см. Эмбрионы питаются исключительно желтком. Только что вылупившиеся скаты имеют тенденцию следовать за крупными объектами, такими как их мать. На этих скатах паразитируют пиявки Stibarobdella macrothela и Stibarobdella moorei.

## Взаимодействие с человеком
Эти скаты не являются объектом целевого промысла. Попадаются в качестве прилова. 10 лет назад они часто встречались на рыбных рынках Кореи. Мясо употребляют в пищу. Данных для оценки Международным союзом охраны природы охранного статуса«вида недостаточно.